# لي فيشر
لي فيشر (بالإنجليزية: Lee Fisher)‏ هو محامي وسياسي أمريكي، ولد في 7 أغسطس 1951 في آن آربر في الولايات المتحدة. حزبياً، نشط في الحزب الديمقراطي. وقد انتخب Ohio Attorney General ‏ (14 يناير 1991 – 9 يناير 1995) وانتخب عضو مجلس نواب أوهايو وانتخب نائب حاكم ولاية أوهايو ‏ (8 يناير 2007 – 10 يناير 2011).